# Liste von Brücken in Hamburg/U

## U
| Foto | Name, Kurzbeschreibung | Nutzung | (Erst)Bau | Stadtteil, Lage                        |
| ---- | --- | ------- | --------- | -------------------------------------- |
|      | Überseebrücke Bei der Überseebrücke handelt es sich um eine Hafenanlage mit überdachter Fußgängerbrücke, die im Hamburger Hafen vom Vorsetzen zu einem Ponton im Niederhafen führt. | Anleger | 1929      | Neustadt (53° 32′ 36″ N, 9° 58′ 40″ O) |

- Karte mit allen Koordinaten:
- OSM |
- WikiMap